# Badis andrewraoi
Badis andrewraoi (ба́діс Ра́о) — один з п'яти нових видів риб з роду бадіс (Badis) із Західної Бенгалії (Індія), описаних 2015 року.
Вид був виявлений лише в річці Балансон (англ. Balason River), басейн Магананди, округ Дарджилінг. Це середньої величини річка з піщаним дном.
Зразки риб для дослідження були надані Ендрю Рао (англ. Andrew Arunava Rao), власником індійської фірми з експорту тропічних риб Malabar Tropicals. Саме на його честь вид і отримав свою назву.
Нові види B. andrewraoi, B. autumnum і B. kyanos утворюють всередині роду бадіс нову autumnum-групу. Вони більш тісно пов'язані між собою, ніж з іншими представниками роду. Ці три види вирізняються особливим типом забарвлення. Вони не мають характерних плям біля грудних плавців, на зябрових кришках, на спинному та анальному плавцях, а також біля кореня хвостового плавця. Натомість у них помітні чорні плями посередині хвостового стебла.

## Опис
Тіло риб помірно видовжене, стиснуте з боків, голова округлена. Очі розташовані в передній верхній частині голови. Контур спини легко вигнутий, лінія черева у самців трохи увігнута, а у самок, навпаки, вигнута, верхній і нижній контури хвостового стебла прямі.
Максимальна стандартна (без хвостового плавця) довжина досліджених екземплярів риб становила 39,2 мм (це був самець).
Спинний плавець має 15-17 твердих променів і 10 м'яких, анальний плавець 3 твердих і 7-9 м'яких променів. Хребців 26. Луска ктеноїдна, на грудях і на верхній частині голови — циклоїдна.
Забарвлення самця залежить від стану і настрою риби. Основний колір світло-коричневий. На боках розташовано десять вертикальних чорних смуг, ще дві — на потилиці. Краї цих смуг є розмитими, невиразними. Ряди чорних плям знаходяться біля основи спинного й анального плавців. Помаранчевого кольору плями розкидані на боках і на зябрових кришках. Хвостовий, анальний і черевні плавці помаранчеві у центрі й темні по краях. Спинний плавець вкритий темними плямами і тонкими чорними смужками, помаранчевий назовні. Спинний, анальний та черевні плавці мають білу облямівку. Грудні плавці прозорі.
Самка забарвлена так само, як і самець, але у неї менше помаранчевих плям на тілі. Всі плавці у неї прозорі.
У стресовому стані бадіс Рао стає блідим і майже безбарвним.
Від інших представників групи autumnum вид відрізняється наявністю вертикальних смуг в нижній половині тіла.